# Viúva Negra (Yelena Belova)
Yelena Belova  (Russo: Елена Белова) é uma personagem das histórias em quadrinhos do Universo Marvel, publicado pela Marvel Comics. A segunda a usar o nome Viúva Negra na Era Moderna.
Criada por Devin Grayson (roteiro) e J.G. Jones (desenhos), ela apareceu pela primeira vez em Inhumans #5 (Março de 1999).
Yelena foi treinada como espiã e assassina na Sala Vermelha. Originalmente era inimiga de Natasha Romanoff e foi enviada para matá-la, porém mais tarde acabam se tornando aliadas. Ela também foi membro da S.H.I.E.L.D., Vanguarda e HYDRA, que a transformou em uma versão do Super-Adaptoid. Como Super-Adaptoid, ela chegou ao Alto Conselho da I.M.A. Voltou a usar o seu codinome original, Viúva Negra, em 2017.

## Histórico
Belova, a segunda Viúva Negra moderna depois de Natasha Romanova (Natasha Romanoff), foi inicialmente uma espiã russa pós-soviética do GRU. Ela estreou brevemente em Inhumans # 5 (março de 1999), e foi totalmente apresentada na minissérie Black Widow de 1999 do selo Marvel Knights. Uma segunda minissérie, também intitulada Black Widow e com Natasha Romanoff e Demolidor, seguiu em 2001. No ano seguinte, ela teve uma história solo em sua própria minissérie de três edições, também intitulada Black Widow (oficialmente Black Widow: Pale Little Spider) sob o selo Marvel MAX para uma audiência madura. O arco da história de junho a agosto de 2002, do escritor Greg Rucka e do desenhisa Igor Kordey, foi um flashback da história de ela se tornar a segunda Viúva Negra moderna, em eventos que antecederam sua parição em Inhumans #5.

## Poderes e habilidades
Yelena obteve o mesmo treinamento de Natasha Romanoff, por isso suas habilidades são equivalentes, mas não superam:
- Possui alto condicionamento atlético
- Acrobacias
- Ótima atiradora
- Multilíngue
- Especialista em Táticas
- Hacker Talentosa
- Mestre em Sedução
- Extensa formação militar
- Mestre em artes marciais
- Perita em espionagem[4]

Como um Super-Adaptoid, ela foi transformada com material sintetizado do Super-Adaptoid, onde ela poderia adaptar os poderes de qualquer um ao seu redor, como Luke Cage, Homem de Ferro, Ms. Marvel, Sentinela, Homem-Aranha, Mulher-Aranha e Wolverine.

## Outras mídias

### Televisão
- Viúva Negra aparece no motion comic Spider-Woman: Agent of S.W.O.R.D. com a voz de JoEllen Anklam.
- Viúva Negra aparece no motion comic Inhumans, com a voz de Sarah Edmondson.
- A personagem faz sua estreia animada na série animada Avengers Assemble, com a voz de Julie Nathanson. A nova Viúva Negra é apresentada em Avengers: Ultron Revolution graças à reativação do Barão Strucker na Sala Vermelha. No episódio "Seeing Double", ela é enviada para sequestrar Bruce Banner para levar para a base de Strucker na Sibéria. Quando Natasha Romanova chegou, Natasha lutou contra Yelena ao aprender sobre a história desta Viúva Negra e como Strucker usa o programa Soldado Invernal para transformar Banner no Hulk Invernal. Quando o Capitão América e o Homem de Ferro chegaram, os dois Vingadores ajudaram Natasha a lutar contra Yelena, Strucker e Winter Hulk até que Yelena mais tarde foi contra as ordens de Strucker. Enquanto o Capitão América e o Homem de Ferro lutavam para impedir que o Hulk de Inverno chegasse a um local civil onde a base da HIDRA é, Natasha continua a lutar com Yelena mesmo quando ela ativou os desentendimentos controlados pela Sala Vermelha. Mas Romanova desativa os lances da Sala Vermelha controlados pela mente e Yelena é pessoalmente derrotada, mas conseguiu fugir. A personagem retorna na temporada Guerras Secretas,  agora chamando a si mesma de Viúva Carmesim. No episódio "Prison Break", ela ao lado de Zarda e Typhoid Mary planejou uma fuga da prisão no Vault, que foi impedida pelo Capitão Marvel e pela Vespa. No episódio "Por que eu odeio Halloween", Crimson Widow e Ossos Cruzados são enviados para recuperar Whitney Frost do Gavião Negro. Depois de fugir do exército de vampiros de Drácula, Crimson Widow e Ossos Cruzados são apreendidos pelos Vingadores.

### Universo Cinematográfico Marvel
- Yelena Belova estreou no cinema no filme-solo da Viúva Negra, de 2021,[6] interpretada pela atriz Florence Pugh.[7] Durante sua infância, Yelena (como criança, interpretada por Violet McGraw) foi para os Estados Unidos para junto de Natasha Romanoff fingir ser filha de Melina Vostokoff e Alexi Shostakov, que estavam infiltrados em uma instalação de pesquisa da S.H.I.E.L.D. Já adulta, é solta do condicionamento mental das Viúvas Negras e decide pedir a ajuda de Natasha para desmantelar a Sala Vermelha que treina as assassinas.
- No série Hawkeye, seguindo a cena pós-créditos de Viúva Negra, Yelena vai atrás do Gavião Arqueiro por seu papel na morte de Natasha.[8]
- Yelena aparecerá no filme dos Thunderbolts,[9] programado para estrear em 2 de maio de 2025.[10]